# Palacio de las Brigadas
El Palacio de las Brigadas o el Palacio Real (en albanés: Pallati i Brigadave; Pallati Mbretëror i Tiranës) es un palacio real situado en Tirana, Albania se desempeñó anteriormente como residencia principal oficial del rey Zog I. Fue utilizado por diferentes gobiernos de Albania para diversos fines. En 1945 oficialmente dejó de servir como residencia porque el régimen monárquico fue sustituido por el comunista. Desde entonces, ha sido utilizado por el Gobierno para ceremonias y recepciones estatales.
El príncipe Leka II de Albania contrajo matrimonio con la actriz y cantante Elia Zaharia en este lugar.